# Roccabianca
Roccabianca là một đô thị ở tỉnh Parma ở vùng Emilia-Romagna, tọa lạc cách khoảng 110 km về phía tây bắc của Bologna và khoảng 25 km về phía tây bắc của Parma. Đến thời điểm ngày 31 tháng 12 năm 2004, đô thị này có dân số 3.154 người và diện tích là 40,2 km².
Đô thị Roccabianca bao gồm các frazioni (đơn vị trực thuộc, làng) Altocò, Fontanelle, Fossa, Ragazzola, Rigosa, Salde, and Stagno.
Roccabianca tiếp giáp các đô thị sau đây: Motta Baluffi, San Daniele Po, San Secondo Parmense, Sissa, Soragna, Torricella del Pizzo, Zibello.